# Regenten

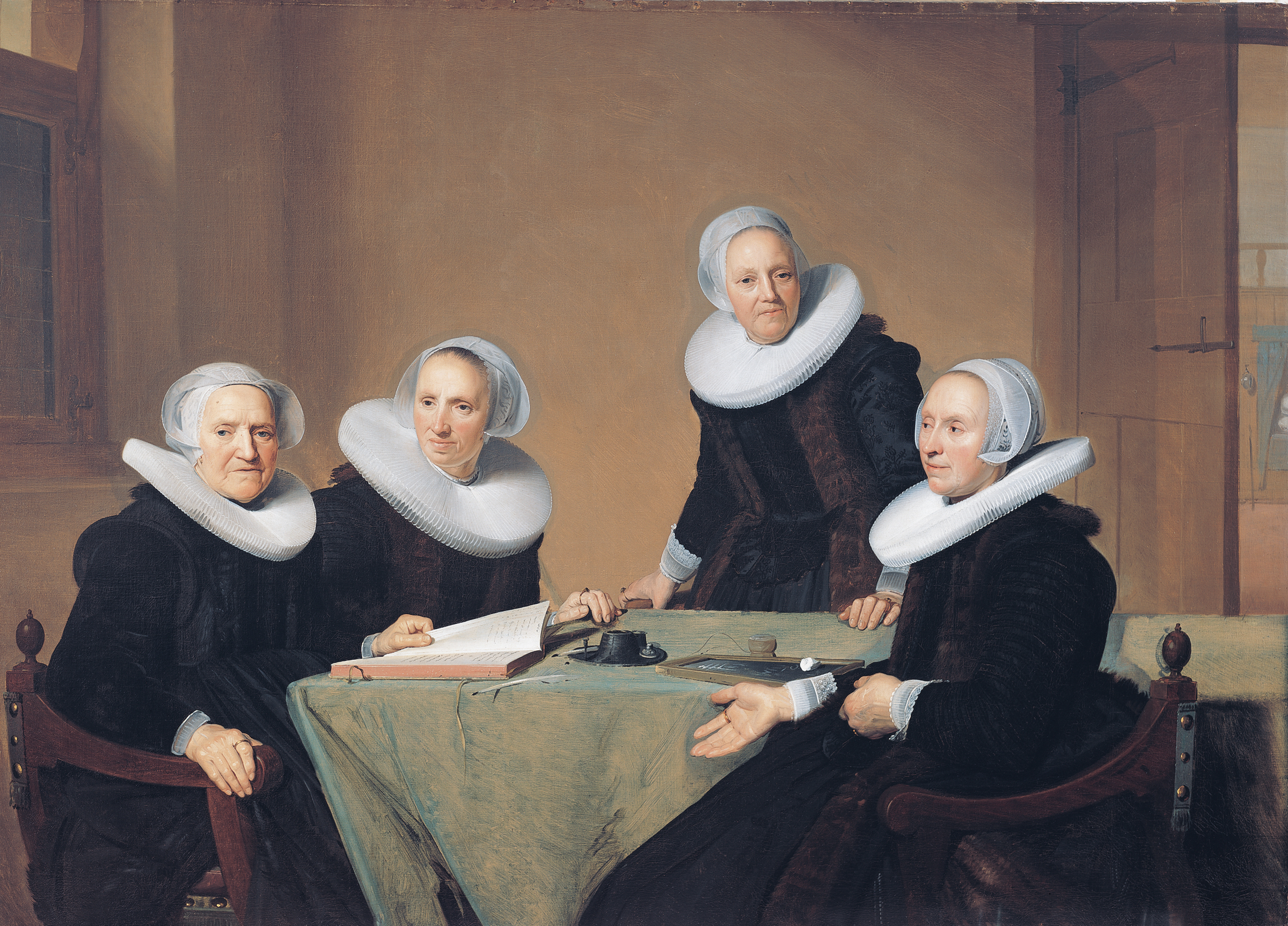
De regentessen van het Sint Elisabeth Gasthuis in Haarlem, schilderij van Johannes Cornelisz. Verspronck

Regenten en regentessen (van het Latijn regere: besturen, regeren) zijn in de geschiedenis van de Nederlanden de bestuurders van steden, gewesten en organisaties in de 17e eeuw en de 18e eeuw. De macht was daar in handen van enkele families die elkaar, al naargelang hun eigen machtspositie, de bal toespeelden. De burgemeesters van Amsterdam bijvoorbeeld, werden door de regenten benoemd, maar ook de afgevaardigden van de provincies naar de Staten-Generaal, Gedeputeerde Staten genaamd, die de Verenigde Provincies bestuurden, waren afkomstig uit een klein aantal families.
In staatsrechtelijke zin is een regent(es) de persoon die namens een koning of andere vorst de honneurs waarneemt. In het huidige taalgebruik heeft het begrip regent ook de figuurlijke betekenis gekregen van een eigenmachtig optredende, autoritaire bestuurder. Vanaf de laatste eeuwwisseling duiden politici er ook leiders van politieke partijen, instanties en organisaties mee aan, die met te veel autoriteit en te weinig inspraak leiding geven, of het wordt gebruikt voor politieke partijen die met grote regelmaat mensen voor regering, provinciaal en lokaal bestuur leverden.
De Nederlandse steden werden reeds sinds de late middeleeuwen bestuurd door de rijkere koopmansfamilies en oudere adelsgeslachten uit de heerlijkheden en hertogdommen, die langzamerhand een gesloten klasse gingen vormen. Aanvankelijk kon de in schutterijen verenigde lagere burgerstand hier nog een zeker tegenwicht tegen bieden, maar in de loop van de 17e eeuw kreeg het stadsbestuur een steeds meer oligarchisch karakter.

## Oorsprong
Het regentenpatriciaat als heersende klasse binnen de stad stamt al van voor de tijd van de Republiek der Zeven Verenigde Nederlanden. Het heeft zich in de loop van de tijd gevormd onder invloed van verschillende gebeurtenissen.
De Hollandse steden zijn over het algemeen ontstaan in de middeleeuwen, zo rond de 13e eeuw. De steden wisten handig gebruik te maken van de onderlinge machtsstrijd tussen de vorst en de adel om haar eigen positie te versterken, waardoor de stad een nieuw machtselement werd in de middeleeuwse feodale samenleving waar ten slotte noch vorst noch adel omheen kon. De vele oorlogen kostten de adel en landsheren ook veel geld en de directe opbrengsten van hun bezittingen waren dikwijls niet voldoende om huurlingen te betalen of hun eigen leger goed uit te rusten. De enige andere geldbron was de opkomende koopliedenklasse in de groeiende steden. Deze wilden wel geld verstrekken maar dan wel onder zekere voorwaarden. Door middel van deze financiële steun aan de landsheer verkregen de steden aldus stadsrechten, privileges en een zekere mate van zelfstandigheid in het regelen van hun interne verhoudingen.

## Het ontstaan van de regentenstand

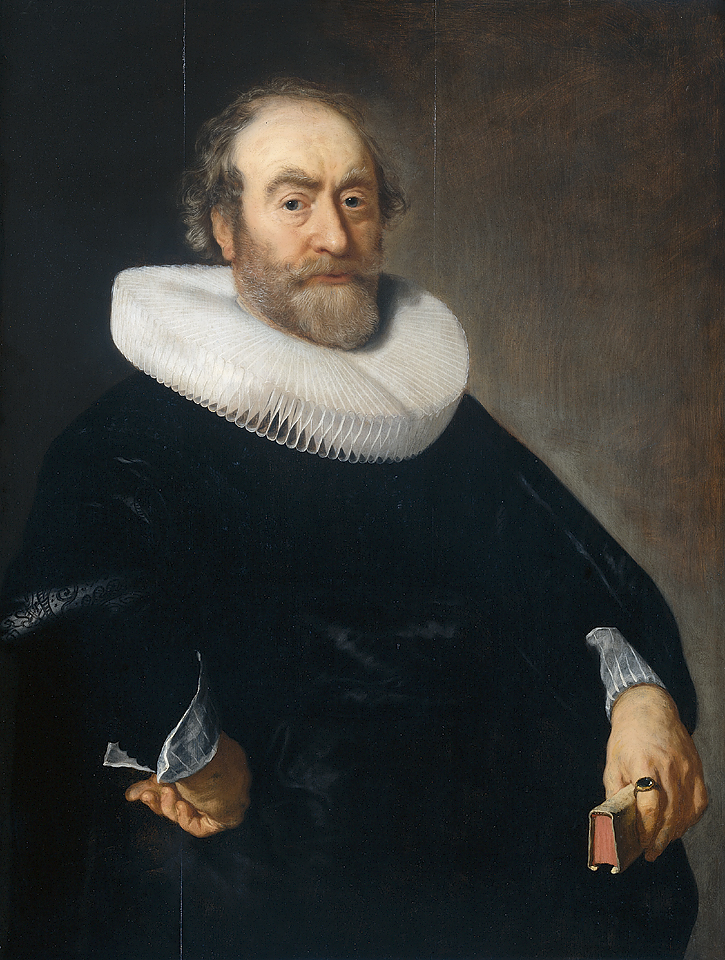
De Amsterdamse regent Andries Bicker

Deze nieuwe verworven autonomie bracht met zich mee dat naast de afgevaardigde van de landsheer, de schout, er een aantal mensen moesten zijn die de stad konden besturen. Zie hier de geboorte van de stedelijke bestuurder, wiens macht niet gebaseerd was op afkomst maar op rijkdom. Want de middeleeuwse stedelingen waren van mening dat de vroedschap, waaruit de stedelijke bestuurders werden gekozen, moesten bestaan uit de weisten, treffelijksten en rijksten van de stadsbevolking.
Deze mening kwam voort uit de gedachte dat mensen met rijkdom de beste waarborg waren voor de voorspoed van de stad. De handelaren en kooplieden die zitting hadden in de vroedschap zouden het meest gebaat zijn bij vrede want vrede was goed voor de handel. Voorts zouden rijken zich niet zo snel bezoldigen uit de schatkist van de stad daar zij zelf al zeer rijk waren.

## Toenemende macht

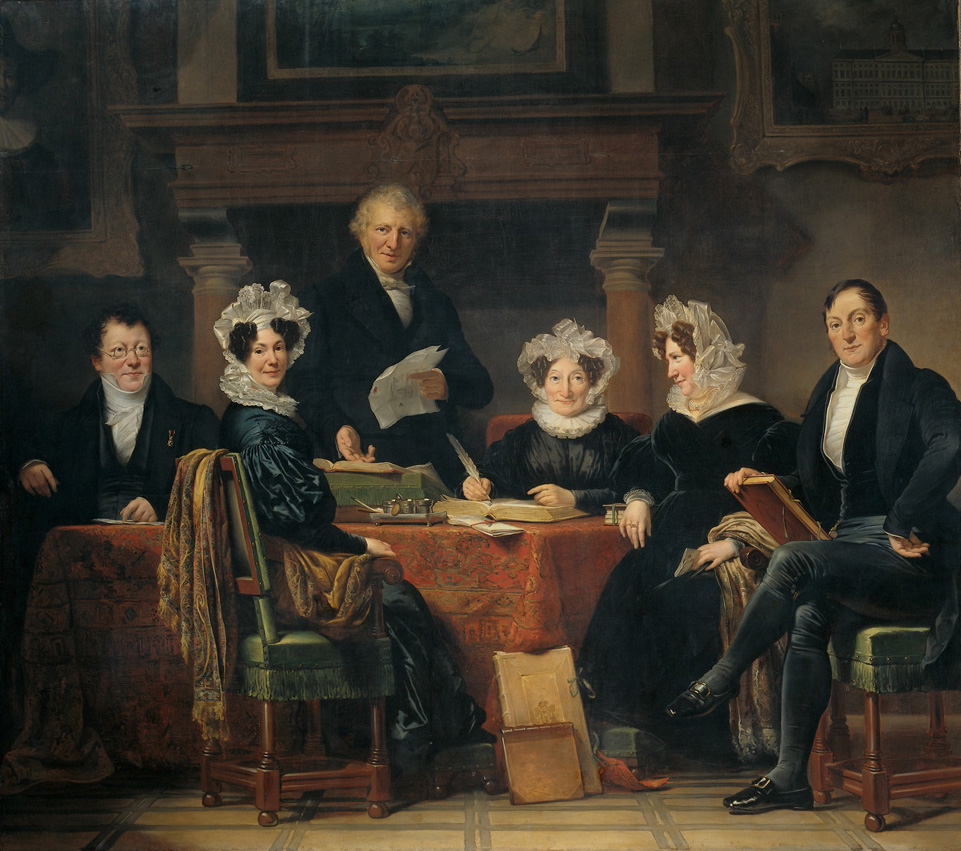
Regenten en regentessen van het leprozenhuis te Amsterdam

Tot in de eerste helft van de 16e eeuw werd er, van bovenaf, nog wel het een en ander veranderd door de Bourgondische en de Habsburgse dynastieën. Zij bevorderden de situatie waarin de stedelijke bestuurders, de regenten, een groter gezag over de stad en haar inwoners konden uitoefenen.
Van onderaf probeerden de regenten hun groep af te sluiten van de rest van de burgers. Alhoewel in sommige steden de gilden nog wel een stem hadden in de keuze van het stadsbestuur, waren ze in de meeste steden toch uitgesloten van inspraak. Zo bestond de vroedschap voornamelijk uit rijke handelaren en kooplieden.
De vroedschap mocht ieder jaar een nominatie opmaken voor de functies van de burgemeesters en de schepenen. Deze functies werden voor een jaar bekleed door de leden van de families die ook voor het leven zitting hadden in de vroedschap.
Daar men voor het leven werd benoemd, en de vroedschap zich door coöptatie aanvulde wisten de patriciërs hun stand in grote mate af te sluiten. Deze afsluiting werd nog versterkt door middel van onderlinge huwelijken.
Werden de regenten van onderaf vrijwel niet in toom gehouden, opmerkelijk is dat door de Nederlandse opstand tegen Spanje ook vrijwel iedere teugel van bovenaf kwam te vervallen.
In 1581 werd de landsheer, Filips II, afgezworen en na nog wat mislukte experimenten met andere buitenlandse vorsten ging de prille Republiek vanaf 1588 zonder landsheer verder. Vanaf dan waren de stedelijke regenten de baas in de Republiek. Wel ontstonden in de loop van de 17e eeuw diverse conflicten met de stadhouder. De macht van de regenten was het grootst tijdens het Eerste Stadhouderloze Tijdperk (1650-1672).
De Republiek ontwikkelt zich in de loop van de 17e eeuw tot een van de rijkste en machtigste naties van Europa. Aan de basis van deze macht stonden de regenten, die ondanks al die welvaart toch veel van hun burgerlijke waarden bleven behouden.

## De regentenstand verandert
Na de Vrede van Münster in 1648 werd het rustiger op het Europese strijdtoneel. De tijd van de grote dynastieke- en godsdienstoorlogen was voorbij waardoor de Europese monarchieën weer de kans kregen binnenshuis orde op zaken te stellen. Dit ging gepaard met binnenlands economisch herstel en afscherming van de eigen markt.
In Frankrijk ontwikkelde zich het mercantilisme en in Engeland werd in 1651 de eerste Acte van Navigatie gesloten, waarna het voor de Republiek der Zeven Verenigde Nederlanden moeilijker werd om op deze landen handel te drijven. Ook in de andere Europese landen kreeg de economie de kans zich te herstellen, waardoor steeds minder landen nog de behoefte hadden om gebruik te maken van de diensten die de Nederlanders konden verlenen. Voor lange tijd was de Republiek een stapelplaats geweest waar Europese zakenlieden de waren en het kapitaal aantroffen die zij nodig hadden. Bovendien vonden zij in de Republiek de schepen en de mankracht om de waren naar alle bestemmingen ter wereld te vervoeren.
Rond het midden van de 17e eeuw waren de Europese landen steeds beter in staat hun eigen inwoners te voeden. De diensten van de Hollanders en de stapelplaatsfunctie was overbodig geworden. De rijkdom van de Republiek had haar hoogtepunt bereikt hoewel deze niet helemaal te danken was aan de regenten. Eind 17e eeuw is de Republiek in oorlog met Engeland onder leiding van Michiel de Ruyter.

## Verstarring van de regentenklasse en einde
Omdat de mogelijkheid om te handelen was afgenomen trokken steeds meer regenten zich terug uit de handel en gingen zij hun kapitaal beleggen in aandelen, obligaties en leningen waarna zij zich steeds meer toelegden op het besturen van hun stad. Hun zonen gingen zij voorbereiden op een loopbaan in het politieke leven; zij werden eerst naar de universiteit gestuurd om daar rechtsgeleerdheid te studeren.
Via contracten van correspondentie wisten de regenten elkaar de lucratieve baantjes toe te spelen en via de onderlinge familierelaties sloot men zich als stand steeds meer af voor buitenstaanders. Voorts was er een contractie binnen de regentenklasse omdat de vroedschap zich verkleinde. Hierdoor werd het nog moeilijker dan voorheen om regent te worden. De regentenstand was een kleine afgesloten oligarchie geworden.
Omdat hun macht in het buitenland tanende was wilde men zich ten opzichte van de omringende landen beter presenteren. Uiterlijke sier was daar een onderdeel van. In de Republiek bestond geen dominerend hofleven waardoor men zich aan de algemene Europese stijl, die van de Franse stijl was afgeleid, aanpaste.
Door de verdergaande oligarchisering en de vermeende verfransing leek het er op dat de Hollandse regentenstand zich van de rest van de samenleving vervreemdde.

## Omwenteling
Aan het eind van de 18e eeuw ontstond een aristocratische beweging waarin de regenten in de Republiek zich onafhankelijk probeerden te maken van het stadhouderlijke patronagestelsel dat ze zelf in het zadel hadden geholpen, toen dat de politieke en economische vrijheden van de heren te veel ging beknotten. Oude historici als Colenbrander en Geyl bestempelden de gebeurtenissen die daarop volgden als een strijd tussen patriotten en staatsen. Historicus De Wit kaderde de ontwikkelingen daarentegen in als een democratische beweging die voortvloeide uit de ontwikkeling dat burgers zich gingen organiseren in bewapende vrijkorpsen om zich te kunnen verdedigen tegen oproeren van de laagste klassen als het Haagse oproer van 1782. De Wit stelde dat vroegere geschiedschrijvers vastzaten in het ‘oligarchisch-orangistisch geschiedbeeld’, en de orangistische terreur tegen de burgers hebben verdoezeld of over het hoofd gezien. De Wit zegt dat het ware onderliggende mechanisme van de patriottenbeweging een strijd was tussen de heren, die zichzelf als de natuurlijke leiders van het land beschouwden, en burgers, die van het bestuur en de rechtspraak waren uitgesloten en een aandeel in het bewind opeisten.
Aanvankelijk zagen sommige regenten wel wat in samenwerking met de burgers, maar toen deze op structurele hervormingen uit bleken te zijn, kozen de heren voor samenwerking met Oranje en terugkeer tot de oude orde. Utrecht werd de eerste stad met een democratisch bestuur, waar ook burgers iets te zeggen hadden. Toen haakte de meerderheid van de regenten af. Het beeld wordt vertroebeld omdat de burgers afhankelijk waren van de regenten en dus niet vrij konden handelen, De Wit noemt de groep rond Schimmelpenninck daar een voorbeeld van.
Uiteindelijk is de eenheid in bestuur van alle grondgebieden naar democratische beginselen opgedrongen door Napoleon en de afspraken gemaakt op het Congres van Wenen, uitgevoerd in de Bataafse Republiek. Thorbecke, die na de val van Napoleon de nieuwe democratische structuur in het Koninkrijk der Nederlanden vorm moest gaan geven, kon de democratisering doorzetten en de macht van de regenten terugdringen met steun van de burgerij.